# Эльбёф
Эльбёф (фр. Elbeuf) — город на севере Франции, регион Нормандия, департамент Приморская Сена, округ Руан, центр одноименного кантона. Расположен в 26 км к югу от Руана, в 9 км от автомагистрали А13 «Нормандия» на левом берегу Сены. Входит в состав Метрополии Руан-Нормандия. В 3 км к северу от центра города, на территории соседней коммуны Сент-Обен-лез-Эльбёф находится железнодорожная станция Эльбёф-Сент-Обен линии Серкиньи-Уасель.
Население (2018) — 16 205 человек.

## История
Эльбёф — в старину Elbovium; в маршруте Антонина указывается на место по имени «Uggadda», которое соответствует предместью Эльбёф-Кодебек, где при раскопках найдены многочисленные предметы галло-римской эпохи.
С 1338 г. Эльбёф был графством; в 1581 г., с переходом к дому Гизов, переименовано в герцогство.

Герб герцогов д’Эльбёф

### Герцоги д’Эльбёф
1. Шарль I д’Эльбёф (1556—1605) 1 герцог Эльбеф с 1581, 3 маркиз Эльбеф до этого.
2. Шарль II де Гиз  (1596—1657) 2 герцог Эльбеф
3. Шарль де Гиз  (1620—1692) 3 герцог Эльбеф
4. Генрих Лотарингский (1661—1748) 4 герцог Эльбеф
5. Эммануэль Морис Лотарингский (1677—1763) 5 герцог Эльбеф
6. Последним герцогом Эльбёфским (1763—1825; и вообще представителем дома Гизов) был Шарль Эжен (1751—1825), принц де Ламбеск и  6 герцог д’Эльбёф.

## Достопримечательности
- Здание мэрии, в котором также располагаются библиотека и музей естественной истории
- Церковь Святого Иоанна XVII—XIX веков
- Готическая церковь Святого Стефана XVI века
- Цирк-театр Эльбёфа

## Экономика
Предприятия легкой промышленности, паровые лесопильные заводы и др. Товарному движению способствует пристань на Сене.
Структура занятости населения:
- сельское хозяйство — 0,1 %
- промышленность — 8,7 %
- строительство — 4,4 %
- торговля, транспорт и сфера услуг — 36,0 %
- государственные и муниципальные службы — 50,8 %

Уровень безработицы (2017) — 29,4 % (Франция в целом —  13,4 %, департамент Приморская Сена — 15,3 %). 

Среднегодовой доход на 1 человека, евро (2018) — 16 790 (Франция в целом — 21 730, департамент Приморская Сена — 21 140).

## Демография
Динамика численности населения, чел.

## Администрация
Пост мэра Эльбёфа с 2008 года занимает социалист Джуде Мерабе (Djoudé Merabet).На муниципальных выборах 2020 года возглавляемый им список социалистов победил в 1-м туре, получив 65,92 % голосов.
| Период | Период | Фамилия         | Партия                  | Примечания |
| ------ | ------ | --------------- | ----------------------- | --- |
| 1977   | 1997   | Рене Юину       | Социалистическая партия | работник компании Renault, член Генерального совета департамента                                                               |
| 1997   | 2004   | Дидье Мари      | Социалистическая партия | учитель, президент Генерального совета департамента, депутат Национального собрания Франции, член Совета департамента, сенатор |
| 2004   | 2008   | Франсуа Гийотен | Социалистическая партия | работник системы здравоохранения                                                                                               |
| 2008   |        | Джуде Мерабе    | Социалистическая партия | |

## Города-побратимы
- Линген, Германия

## Знаменитые уроженцы
- Андре Моруа (1885—1967) — писатель и член Французской академии, автор романизированных биографий известных писателей

## Галерея

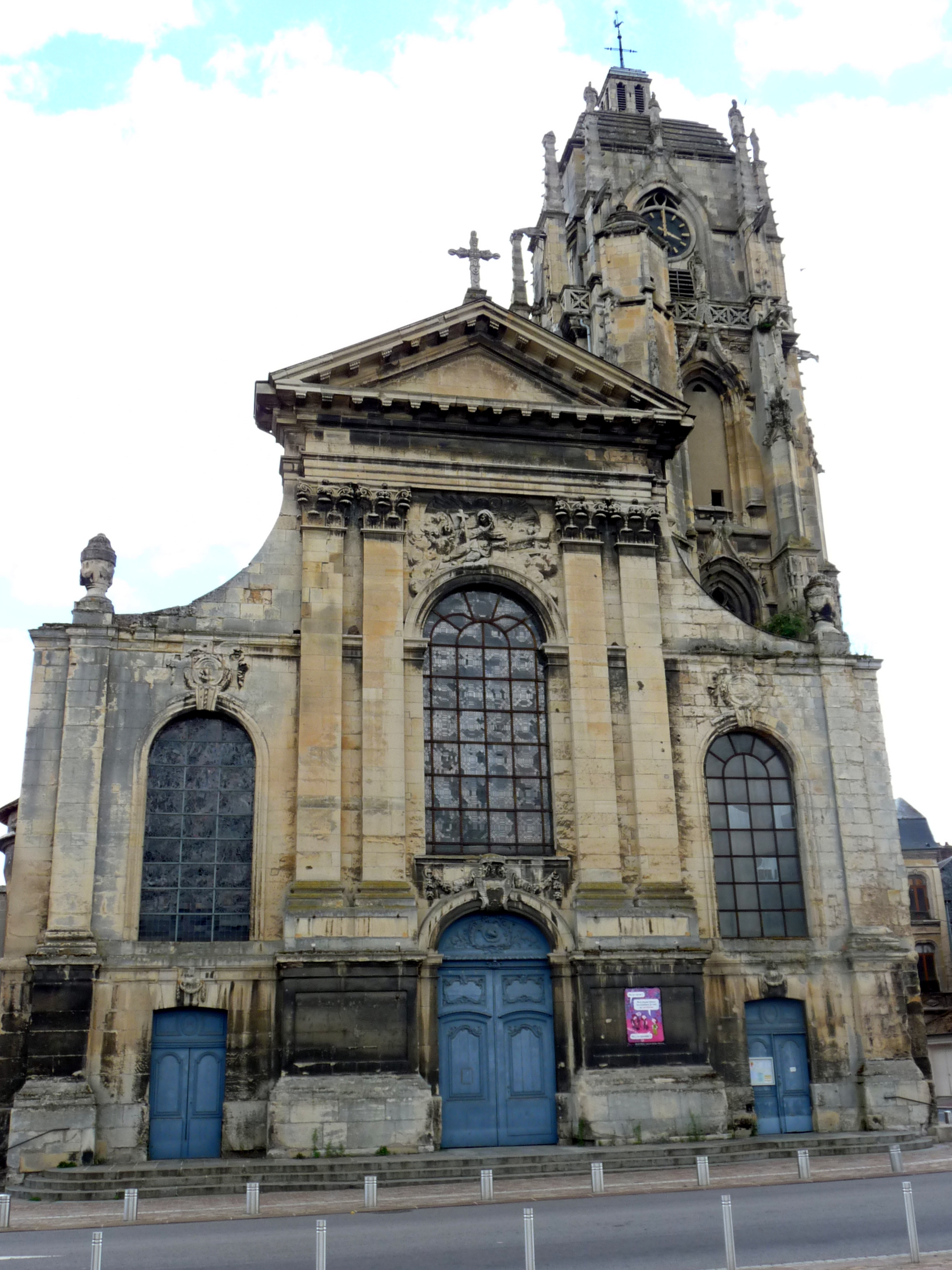
Церковь Святого Иоанна
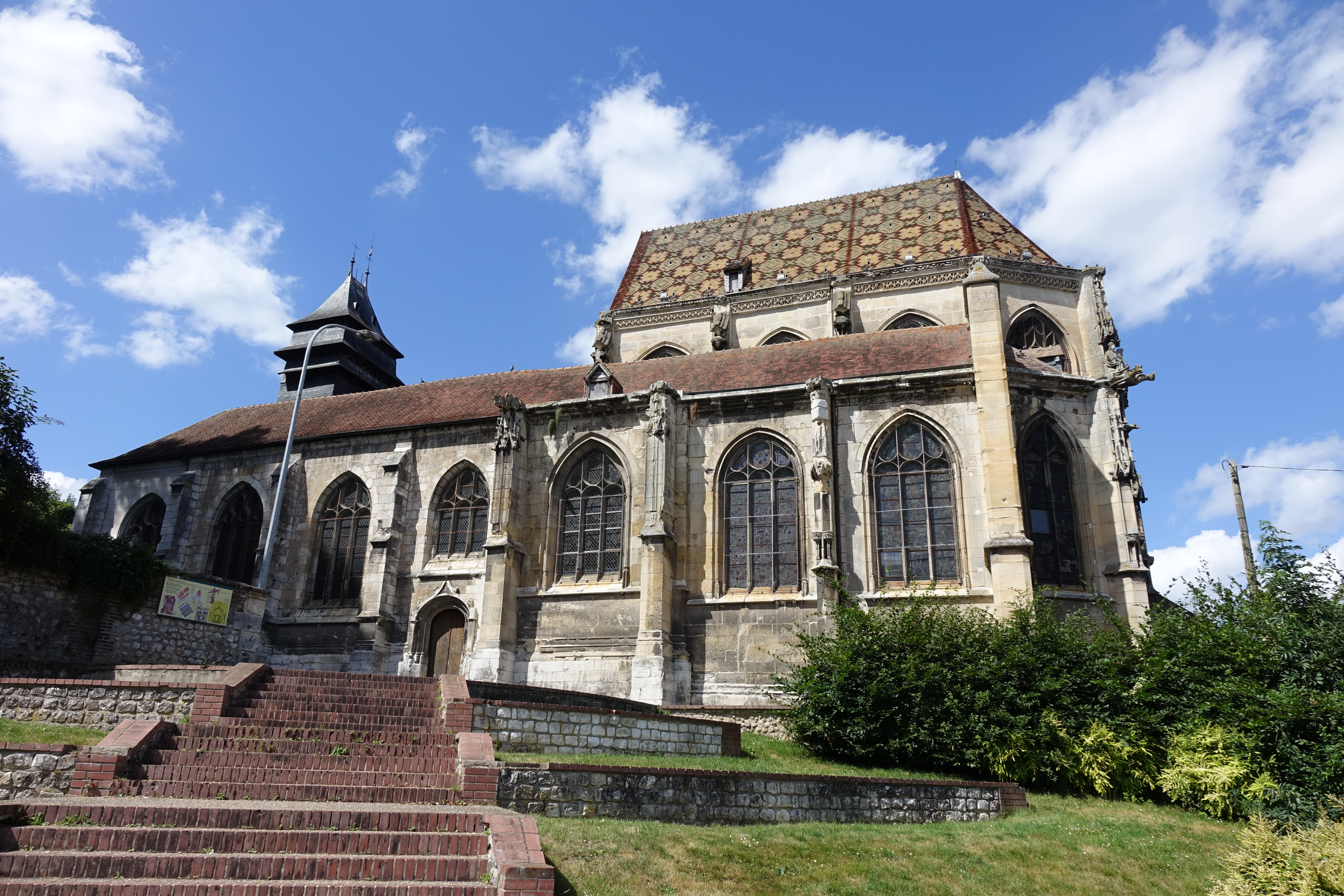
Церковь Святого Стефана
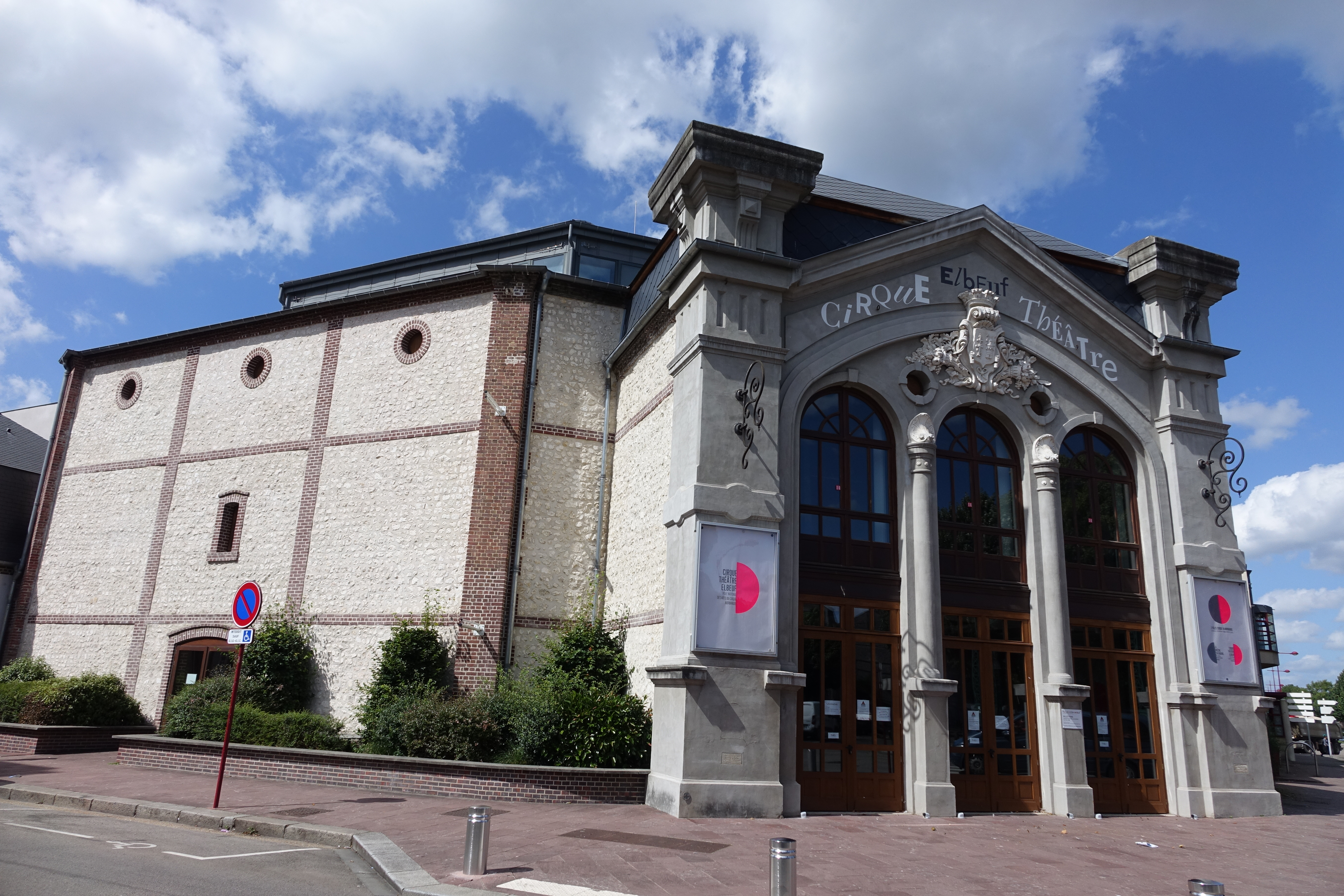
Цирк-театр Эльбёфа
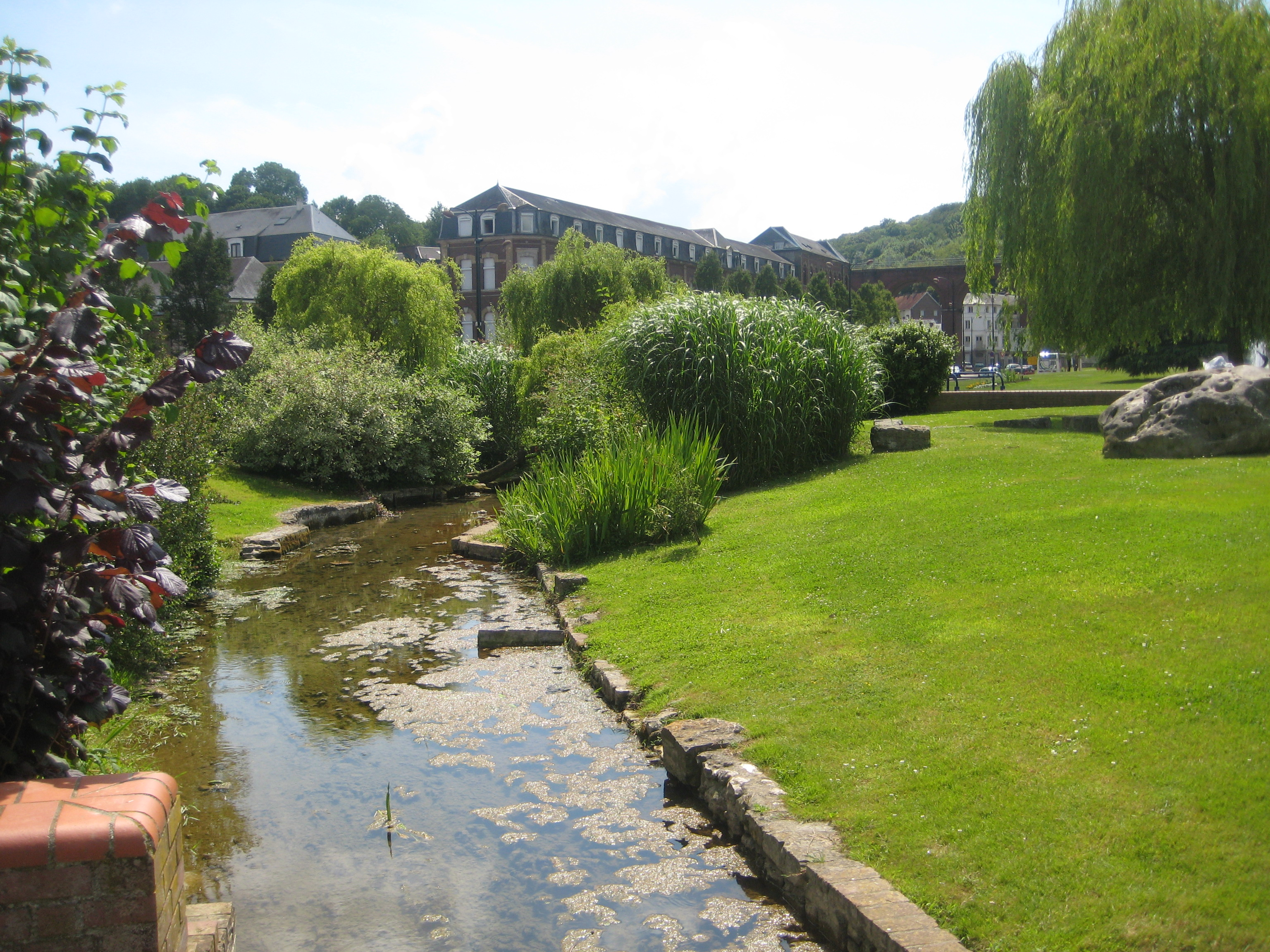
Парк Рене Юину
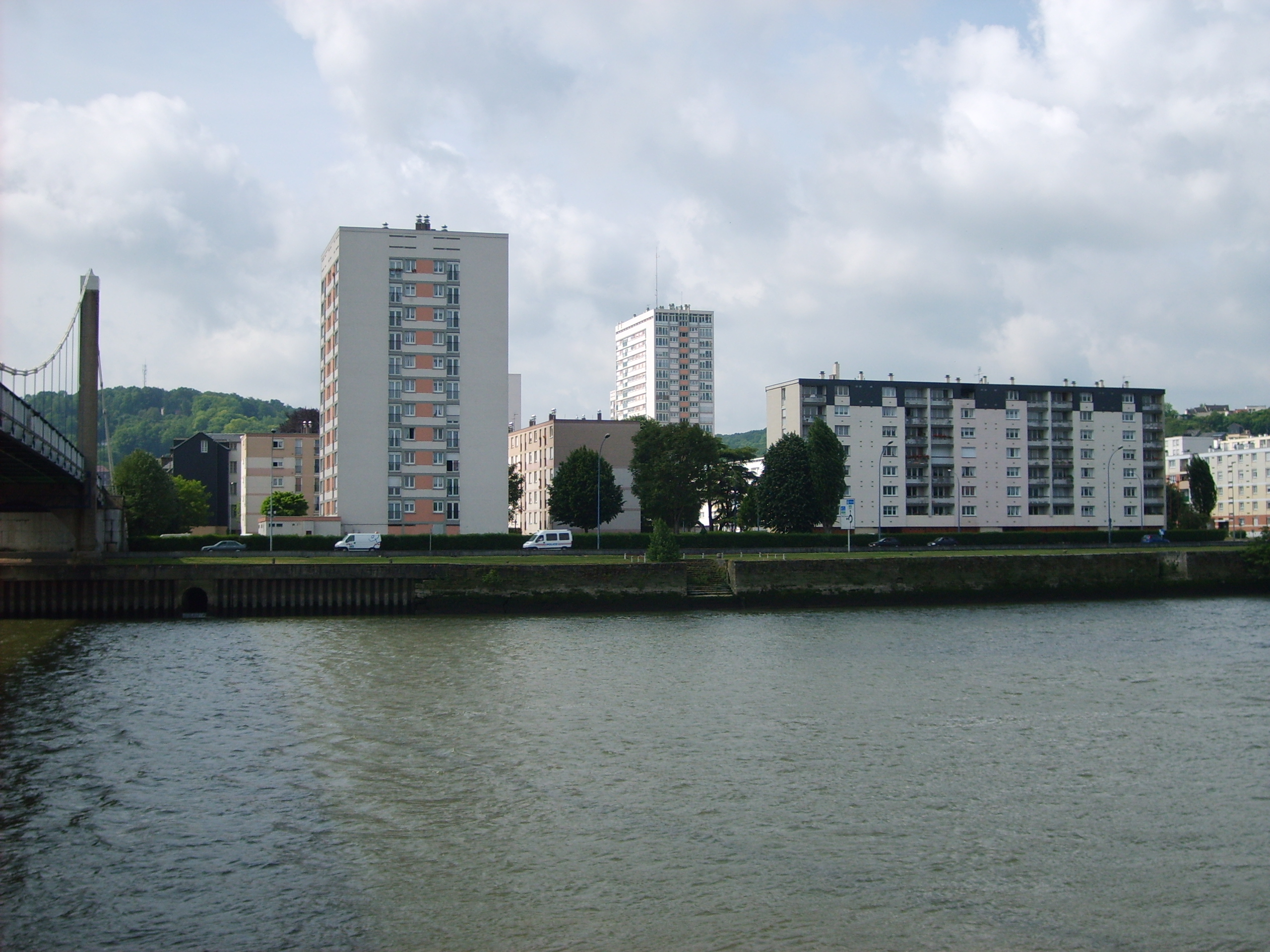
Вид с Сены на квартал Пюшо

1. 1 2  база данных о французских коммунах — Национальный географический институт Франции, 2015.